# Neopatrimonialismo
El neopatrimonialismo (también conocido como patrimonialismo moderno) es un sistema de jerarquía social en el que los patrones utilizan los recursos del Estado para asegurar la lealtad de los clientes en la población general. Es una relación informal entre cliente y patrón que puede llegar desde muy alto en las estructuras estatales hasta individuos en pequeñas aldeas. 
El neopatrimonialismo puede subyacer o suplantar la estructura burocrática del Estado en el sentido de que sólo los que tienen conexiones tienen el poder real, no los que ocupan cargos superiores. Otras críticas adicionales incluyen que socava las instituciones políticas y el estado de derecho, y que es una práctica corrupta (pero no siempre ilegal). Sin embargo, el neopatrimonialismo también tiene sus "beneficios". El neopatrimonalismo puede extender el alcance del Estado a las periferias geográficas y sociales del país, proporcionar estabilidad a corto plazo y facilitar la integración comunal.
El neopatrimonialismo, tal como lo define el autor Christopher Clapham en The Nature of the Third World State (La Naturaleza del Estado del Tercer Mundo), es una "forma de organización en la que las relaciones de tipo ampliamente patrimonial impregnan un sistema político y administrativo que se construye formalmente sobre líneas jurídico-racionales". Es un sistema en el que se utiliza una oficina de poder para usos y ganancias personales, en contraposición a una estricta división de las esferas privada y pública.

## Origen y definición del término
El "neopatrimonialismo" como un término distinto se considera generalmente originado por Shmuel N. Eisenstadt, en su libro de 1973 El Patrimonio Tradicionalismo y el Neopatrimonialismo Moderno, que lo derivó del término de Max Weber, 'patrimonialismo', que usó este último término para describir un sistema de gobierno basado en el personal administrativo y militar, que era responsable sólo ante el gobernante. El neopatrimonialismo, que es una forma moderna de la forma tradicional de gobierno patrimonial, es un sistema mixto. Aquí coexisten elementos de gobierno patrimonial y racional-burocrático que a veces se entrelazan.

## Aplicación y crítica
El neopatrimonialismo se utiliza a veces como una forma de explicar por qué los estados africanos han "fracasado" en la realización de reformas de mercado neoliberales. Este enfoque es controvertido, y algunos se quejan de que el término es vago, y otros que su uso no ha tenido en cuenta la política de los Estados no africanos
Otros han argumentado que el concepto es válido y necesita refinamiento. Por ejemplo, en un documento publicado en 2004 se señalaron las dificultades políticas de Bangladés que tenían su origen en el sistema neopatrimonial que allí había evolucionado.

## Lugares de influencia
Nicolas Van de Walle argumenta que el neopatrimonialismo es muy frecuente en África. Los regímenes africanos son presidenciales, lo que facilita el clientelismo ya que el poder se concentra en un solo individuo con el control último de las redes. Como dice Joel Migdal, el Estado en los países africanos parece omnipresente en todos los aspectos de la vida de las personas, desde lo local hasta el gobierno central. Van de Walle introduce la noción de que en África, los estados son regímenes híbridos donde las prácticas y burocracias patrimoniales coexisten en mayor o menor grado. Los Estados africanos tienen leyes y orden constitucional y en paralelo se rigen por una lógica patrimonial en la que la autoridad política se basa en el clientelismo y los funcionarios públicos constantemente se apropian de los recursos públicos para su propio beneficio. La doble naturaleza de los regímenes africanos significa que el clientelismo no es incidental y no se puede corregir fácilmente con políticas de creación de capacidad y, al mismo tiempo, las estructuras formales juegan un papel importante, incluso en los estados menos institucionalizados.
Según Van de Walle, uno de los principales problemas del neopatrionalismo es que socava la reforma económica en el África contemporánea a múltiples niveles. Joel Migdal señala que los líderes estatales fragmentarán el poder y utilizarán diferentes técnicas para evitar que se implementen reformas y políticas en las ramas e instituciones locales, como una forma de evitar que importantes agencias locales se movilicen en contra del poder central. El objetivo principal de los líderes centrales es evitar perder poder y control, incluso si eso significa que se estanque la implementación de las políticas.